# Kostel svatého Linharta (Kdousov)
Kostel svatého Linharta se nachází v centru obce Kdousov, je to farní kostel římskokatolické farnosti Kdousov. Pozdně barokní jednolodní chrám je chráněn jako kulturní památka České republiky.

## Historie
Kostel byl postaven na místě, kde dle průzkumů stál zřejmě původní kostel asi z doby kolem 11. či 12. století. První písemná zmínka o obci i o kostele pochází z roku 1342. V roce 1597 byl kostel i s obcí prodán kolegiátní kapitule sv. Mořice v Kroměříži. Kostel v dnešní podobě nechal vystavět farář Karl Poisl, před jeho stavbou však stihl ještě dokončit přestavbu farní budovy v Kdousově, poté nechal postavit také kostel svaté Kateřiny v blízkých Slavíkovicích – zvolil zřejmě stejného architekta (Matyáš Kirchmayer) jako pro kostel svatého Linharta, který nechal vybudovat hned po dostavění kostela ve Slavíkovicích – tj. od roku 1749, do své smrti však vybudoval stavbu pouze do výšky jednoho sáhu, zemřel v roce 1753. Další farář ve stavbě pokračoval, byl jím Ignác Sukup, který architekturu studoval snad přímo u Matyáše Kirchmayera. První písemná zmínka o novém kostele pochází však až z roku 1766, stavba měla však trvat od roku 1753 do roku 1763. Kostel pak byl vysvěcen 2. července 1767. V roce 1997 pak byly opraveny a nově požehnány kostelní varhany a v roce 2011 byl kostel nově vymalován.

## Popis
Kostel je pozdně barokní jednolodní stavbou s klasicistními prvky s odsazeným kněžištěm, vlevo od kněžiště je umístěna kaple Panny Marie Bolestné, vpravo je umístěna sakristie, nad sakristií je umístěna oratoř. Nad rizalitem kostela je umístěna čtvercová věž. Je umístěn na bývalém hřbitově ohrazeném členitou zdí, před kostelem je široké kamenné schodiště. Součástí areálu je také farní budova, kaplička, sýpka a dalšími objekty. 
V interiéru kostela je umístěna kruchta s varhanami z klasicistního období, kněžiště je od hlavního prostoru odděleno vítězným obloukem. V kostele jsou celkem tři oltáře, hlavní oltář je zasvěcen svatému Leonardovi (tj. Linhartovi), autorem oltářního obrazu je Johan Leopold Daysigner. Další oltáře jsou zasvěceny svatému Janu Nepomuckému a Panně Marii Růžencové. V kostele na stěnách je také umístěna křížová cesta sestávající z dvanácti obrazů. Sochařská výzdoba pochází z doby postavení kostela a autorem je Václav Böhm. Obrazy na predelách pochází od Františka Vavřince Korompaye. Na oltářích jsou štukové plastiky archanděla Michaela a archanděla Rafaela a andělů. V kapli Panny Marie Bolestné jsou vysoké reliéfy Kladení do hrobu a Pieta. Böhm je rovněž autorem kazatelny a křtielnice. Součástí výzdoby jsou také sochy svatého Cyrila a Metoděje, svatého Václava, svaté Anežky České (zde je autorem Heřman Kotrba a byly pořízeny až v roce 1955).